# Camenca (okręg Bacău)
Camenca – wieś w Rumunii, w okręgu Bacău, w gminie Brusturoasa. W 2011 roku liczyła 893 mieszkańców.